# 今井酒造店 (長野県)
株式会社今井酒造店（いまいしゅぞうてん）は、長野県長野市にある酒類製造業者である。

## 沿革
- 1691年（元禄4年） - 酒造業を創業
- 1950年（昭和25年） - 株式会社今井酒造店設立

## 事業所
- 本社・工場（長野県長野市）

## 主要製品

### 清酒
- 奥信濃どぶ
- 五岳
- 若緑

### 焼酎
- 一点の雪（米）
- てんずけ（米）

### ワイン
- アプリコ（杏）